# Prefontaine Classic
The Prefontaine Classic es una reunión anual de atletismo que tiene lugar en la ciudad de Eugene, estado de Oregón, Estados Unidos. Se celebra en el Hayward Field y está considerado uno de los más importantes a nivel mundial. Forma parte de la Liga de Diamante, y anteriormente de la IAAF Grand Prix.   

## Historia
La competición se inició en 1973 con el nombre de «Hayward Field Restoration Meet», con el propósito de recaudar fondos para reemplazar las deterioradas graderías de madera del costado oeste del estadio. Posteriormente se conoció como «Bowerman Classic» en 1975 para rendir homenaje  al legendario entrenador de la Universidad de Oregón Bill Bowerman, y estaba programado para el día 7 de junio. Con el fallecimiento del atleta Steve Prefontaine ocasionado por un accidente automovilístico el 30 de mayo de ese mismo año, el club de atletismo de Oregón decidió cambiar el nombre al evento, con la aprobación de Bowerman, el 1 de junio. El primer «Pre Classic» se llevó a cabo seis días después. La empresa multinacional Nike ha sido la principal patrocinadora desde el año 1978.
Debido a las obras de reconstrucción del Hayward Field, la reunión correspondiente al año 2019 se celebró en el estadio Cobb Track and Angell Field de la Universidad Stanford.

## Bowerman Mile
La prueba más popular del Prefontaine Classic es la carrera de la milla (distancia de 1609 m en una pista oval de 400 m de largo), conocida como «Bowerman Mile» (la milla Bowerman), en honor del célebre entrenador de atletismo Bill Bowerman quien preparó a muchos atletas provenientes de la Universidad de Oregón quienes ganaron varios títulos de media distancia en los campeonatos de la NCAA.

## Récords de la reunión

### Masculino
| Prueba                  | Marca (Viento m/s) | Atleta             | País           | Fecha      |
| ----------------------- | ------------------ | ------------------ | -------------- | ---------- |
| 100 m                   | 9,80 (+1,3)        | Steve Mullings     | Jamaica        | 04/06/2011 |
| 200 m                   | 19,72 (+1,8)       | Walter Dix         | Estados Unidos | 03/07/2010 |
| 300 m                   | 31,30              | LaShawn Merritt    | Estados Unidos | 07/06/2009 |
| 400 m                   | 43,92              | Michael Johnson    | Estados Unidos | 24/06/2000 |
| 800 m                   | 1:43,63            | Nijel Amos         | Botsuana       | 31/05/2014 |
| 1000 m                  | 2:13,62            | Abubaker Kaki      | Sudán          | 03/07/2010 |
| 1500 m                  | 3:32,72 (*)        | Ayanleh Souleiman  | Yibuti         | 31/05/2014 |
| Milla                   | 3:47,32            | Ayanleh Souleiman  | Yibuti         | 31/05/2014 |
| 3000 m                  | 7:35,44 (**)       | Eliud Kipchoge     | Kenia          | 04/06/2005 |
| 3000 m obstáculos       | 8:01,71            | Ezekiel Kemboi     | Kenia          | 30/05/2015 |
| Dos millas              | 8:03,50            | Craig Mottram      | Australia      | 10/06/2007 |
| 5000 m                  | 12:56,98           | Mo Farah           | Reino Unido    | 02/06/2012 |
| 10 000 m                | 26:25,97           | Kenenisa Bekele    | Etiopía        | 08/06/2008 |
| 25 000 m                | 1:12:25,4          | Moses Mosop        | Kenia          | 03/06/2011 |
| 30 000 m                | 1:26:47,4          | Moses Mosop        | Kenia          | 03/06/2011 |
| 110 m vallas            | 12,90 (+1,6)       | David Oliver       | Estados Unidos | 03/07/2010 |
| 400 m vallas            | 47,16              | Rai Benjamin       | Estados Unidos | 30/06/2019 |
| Salto de altura         | 2,40               | Mutaz Essa Barshim | Catar          | 30/05/2015 |
| Salto con pértiga       | 6,05               | Brad Walker        | Estados Unidos | 30/05/2015 |
| Salto de longitud       | 8,74 (-1,2)        | Dwight Phillips    | Estados Unidos | 07/06/2009 |
| Triple salto            | 18,11 (+0,8)       | Christian Taylor   | Estados Unidos | 27/05/2017 |
| Lanzamiento de peso     | 22,61              | Darlan Romani      | Brasil         | 30/06/2019 |
| Lanzamiento de disco    | 71,32              | Benn Plucknett     | Estados Unidos | 1983       |
| Lanzamiento de martillo | 82,65              | Koji Murofushi     | Japón          | 19/06/2004 |
| Lanzamiento de jabalina | 89,88              | Thomas Röhler      | Alemania       | 25/05/2018 |

(*) En ruta de la carrera de la milla.

(**) En ruta de la carrera de las dos millas.

### Femenino
| Prueba                  | Marca (Viento m/s) | Atleta                        | País                         | Fecha      |
| ----------------------- | ------------------ | ----------------------------- | ---------------------------- | ---------- |
| 100 m                   | 10,70 (+2,0)       | Carmelita Jeter               | Estados Unidos               | 04/06/2011 |
| 200 m                   | 21,77 (+1,5)       | Tori Bowie                    | Estados Unidos               | 27/05/2017 |
| 400 m                   | 49,34              | Ana Gabriela Guevara          | México                       | 24/05/2003 |
| 800 m                   | 1:55,70            | Caster Semenya                | Sudáfrica                    | 30/06/2019 |
| 1000 m                  | 2:32,33            | María Mutola                  | Mozambique                   | 1995       |
| 1500 m                  | 3:56,41            | Faith Kipyegon                | Kenia                        | 28/05/2016 |
| Milla                   | 4:21,25            | Mary Slaney                   | Estados Unidos               | 1988       |
| 2000 m                  | 5:31,52            | Vivian Cheruiyot              | Kenia                        | 07/06/2009 |
| 3000 m                  | 8:18,49            | Sifan Hassan                  | Países Bajos                 | 30/06/2019 |
| 3000 m obstáculos       | 8:55,58            | Beatrice Chepkoech            | Kenia                        | 30/06/2019 |
| Dos millas              | 9:13,27            | Mercy Cherono                 | Kenia                        | 31/05/2014 |
| 5000 m                  | 14:19,76           | Genzebe Dibaba                | Etiopía                      | 30/05/2015 |
| 10 000 m                | 30:24,39           | Tirunesh Dibaba               | Etiopía                      | 01/06/2012 |
| 100 m vallas            | 12,24 (+0,7 m/s)   | Kendra Harrison               | Estados Unidos               | 28/05/2016 |
| 400 m vallas            | 53,03              | Lashinda Demus                | Estados Unidos               | 03/07/2010 |
| Salto de altura         | 2,04               | Mariya Lasitskene             | Equipo neutral               | 30/06/2019 |
| Salto con pértiga       | 4,85               | Jennifer Suhr Eliza McCartney | Estados Unidos Nueva Zelanda | 26/05/2018 |
| Salto de longitud       | 7,31 (+1,9)        | Marion Jones                  | Estados Unidos               | 31/05/1998 |
| Triple salto            | 14,98 (+0,6)       | Olha Saladuha                 | Ucrania                      | 04/06/2011 |
| Lanzamiento de peso     | 20,15              | Valerie Adams                 | Nueva Zelanda                | 31/05/2013 |
| Lanzamiento de disco    | 69,32              | Sandra Perković               | Croacia                      | 30/05/2014 |
| Lanzamiento de martillo | 75,98              | Tatyana Lysenko               | Rusia                        | 03/07/2010 |
| Lanzamiento de jabalina | 67,70              | Christina Obergföll           | Alemania                     | 31/05/2013 |